# Arrondissement de Dijon
L'arrondissement de Dijon est une division administrative française, située dans le département de la Côte-d'Or et la région Bourgogne-Franche-Comté.

## Composition
| N° | Canton                 | Nombre de communes | Population (2015) |
| -- | ---------------------- | ------------------ | ----------------- |
| 2  | Auxonne                | 35                 | 23395             |
| 6  | Chenôve                | 2                  | 19154             |
| 7  | Chevigny-Saint-Sauveur | 6                  | 27889             |
| 8  | Dijon-1                | Fraction Dijon     | 25450             |
| 9  | Dijon-2                | Fraction Dijon     | 27972             |
| 10 | Dijon-3                | Fraction Dijon     | 24466             |
| 11 | Dijon-4                | Fraction Dijon     | 27239             |
| 12 | Dijon-5                | Fraction Dijon     | 24629             |
| 13 | Dijon-6                | 2 +Fraction Dijon  | 26177             |
| 14 | Fontaine-lès-Dijon     | 30                 | 26626             |
| 15 | Genlis                 | 22                 | 22037             |
| 16 | Is-sur-Tille           | 49                 | 19789             |
| 18 | Longvic                | 5                  | 23634             |
| 21 | Saint-Apollinaire      | 37                 | 27172             |
| 23 | Talant                 | 34                 | 24764             |
|    |                        | 224                | 361 308           |

### Découpage communal depuis 2015
Depuis 2015, le nombre de communes des arrondissements varie chaque année soit du fait du redécoupage cantonal de 2014 qui a conduit à l'ajustement de périmètres de certains arrondissements, soit à la suite de la création de communes nouvelles. Le nombre de communes de l'arrondissement de Dijon est ainsi de 259 en 2015, 259 en 2016, 228 en 2017 et 224 en 2020.
Au 1er janvier 2024, l'arrondissement groupe les 224 communes suivantes :
1. Agey
2. Ahuy
3. Aiserey
4. Ancey
5. Arceau
6. Arcey
7. Arc-sur-Tille
8. Asnières-lès-Dijon
9. Athée
10. Aubigny-lès-Sombernon
11. Auxonne
12. Avelanges
13. Avot
14. Barbirey-sur-Ouche
15. Barjon
16. Baulme-la-Roche
17. Beaumont-sur-Vingeanne
18. Beire-le-Châtel
19. Beire-le-Fort
20. Bellefond
21. Belleneuve
22. Bessey-lès-Cîteaux
23. Bèze
24. Bézouotte
25. Billey
26. Binges
27. Blagny-sur-Vingeanne
28. Blaisy-Bas
29. Blaisy-Haut
30. Bligny-le-Sec
31. Bourberain
32. Boussenois
33. Bressey-sur-Tille
34. Bretenière
35. Bretigny
36. Brognon
37. Busserotte-et-Montenaille
38. Bussières
39. Bussy-la-Pesle
40. Cessey-sur-Tille
41. Chaignay
42. Chambeire
43. Champagne-sur-Vingeanne
44. Champagny
45. Champdôtre
46. Chanceaux
47. Charmes
48. Chaume-et-Courchamp
49. Chazeuil
50. Chenôve
51. Cheuge
52. Chevigny-Saint-Sauveur
53. Cirey-lès-Pontailler
54. Clénay
55. Cléry
56. Collonges-et-Premières
57. Corcelles-les-Monts
58. Courlon
59. Courtivron
60. Couternon
61. Crécey-sur-Tille
62. Cuiserey
63. Curtil-Saint-Seine
64. Cussey-les-Forges
65. Daix
66. Dampierre-et-Flée
67. Darois
68. Diénay
69. Dijon
70. Drambon
71. Drée
72. Échannay
73. Échevannes
74. Échigey
75. Épagny
76. Étaules
77. Étevaux
78. Fauverney
79. Fénay
80. Flacey
81. Flagey-lès-Auxonne
82. Flammerans
83. Flavignerot
84. Fleurey-sur-Ouche
85. Foncegrive
86. Fontaine-Française
87. Fontaine-lès-Dijon
88. Fontenelle
89. Fraignot-et-Vesvrotte
90. Francheville
91. Frénois
92. Gemeaux
93. Genlis
94. Gergueil
95. Gissey-sur-Ouche
96. Grancey-le-Château-Neuvelle
97. Grenant-lès-Sombernon
98. Grosbois-en-Montagne
99. Hauteville-lès-Dijon
100. Heuilley-sur-Saône
101. Is-sur-Tille
102. Izeure
103. Izier
104. Jancigny
105. Labergement-Foigney
106. Labergement-lès-Auxonne
107. Lamarche-sur-Saône
108. Lamargelle
109. Lantenay
110. Léry
111. Licey-sur-Vingeanne
112. Longchamp
113. Longeault-Pluvault
114. Longecourt-en-Plaine
115. Longvic
116. Lux
117. Magny-Montarlot
118. Magny-Saint-Médard
119. Magny-sur-Tille
120. Les Maillys
121. Mâlain
122. Marandeuil
123. Marcilly-sur-Tille
124. Marey-sur-Tille
125. Marliens
126. Marsannay-la-Côte
127. Marsannay-le-Bois
128. Maxilly-sur-Saône
129. Le Meix
130. Mesmont
131. Messigny-et-Vantoux
132. Mirebeau-sur-Bèze
133. Moloy
134. Montigny-Mornay-Villeneuve-sur-Vingeanne
135. Montmançon
136. Montoillot
137. Neuilly-Crimolois
138. Noiron-sur-Bèze
139. Norges-la-Ville
140. Oisilly
141. Orain
142. Orgeux
143. Orville
144. Ouges
145. Panges
146. Pasques
147. Pellerey
148. Perrigny-lès-Dijon
149. Perrigny-sur-l'Ognon
150. Pichanges
151. Plombières-lès-Dijon
152. Pluvet
153. Poiseul-la-Grange
154. Poiseul-lès-Saulx
155. Poncey-lès-Athée
156. Poncey-sur-l'Ignon
157. Pont
158. Pontailler-sur-Saône
159. Pouilly-sur-Vingeanne
160. Prâlon
161. Prenois
162. Quetigny
163. Remilly-en-Montagne
164. Remilly-sur-Tille
165. Renève
166. Rouvres-en-Plaine
167. Ruffey-lès-Echirey
168. Sacquenay
169. Saint-Anthot
170. Saint-Apollinaire
171. Saint-Jean-de-Bœuf
172. Saint-Julien
173. Saint-Léger-Triey
174. Sainte-Marie-sur-Ouche
175. Saint-Martin-du-Mont
176. Saint-Maurice-sur-Vingeanne
177. Saint-Sauveur
178. Saint-Seine-l'Abbaye
179. Saint-Seine-sur-Vingeanne
180. Saint-Victor-sur-Ouche
181. Salives
182. Saulx-le-Duc
183. Saussy
184. Savigny-le-Sec
185. Savigny-sous-Mâlain
186. Savolles
187. Selongey
188. Sennecey-lès-Dijon
189. Soirans
190. Soissons-sur-Nacey
191. Sombernon
192. Spoy
193. Talant
194. Talmay
195. Tanay
196. Tarsul
197. Tart
198. Tart-le-Bas
199. Tellecey
200. Thorey-en-Plaine
201. Til-Châtel
202. Tillenay
203. Tréclun
204. Trochères
205. Trouhaut
206. Turcey
207. Val-Suzon
208. Varanges
209. Varois-et-Chaignot
210. Vaux-Saules
211. Velars-sur-Ouche
212. Vernois-lès-Vesvres
213. Vernot
214. Véronnes
215. Verrey-sous-Drée
216. Vieilmoulin
217. Vielverge
218. Viévigne
219. Villecomte
220. Villers-les-Pots
221. Villers-Rotin
222. Villey-sur-Tille
223. Villotte-Saint-Seine
224. Vonges

## Démographie
En 2022, l'arrondissement comptait 370 369 habitants.
| 1968    | 1975    | 1982    | 1990    | 1999    | 2006    | 2011    | 2016    | 2021    |
| ------- | ------- | ------- | ------- | ------- | ------- | ------- | ------- | ------- |
| 265 354 | 301 973 | 316 325 | 336 458 | 350 448 | 360 653 | 367 097 | 361 844 | 368 440 |

| 2022    | - | - | - | - | - | - | - | - |
| ------- | - | - | - | - | - | - | - | - |
| 370 369 | - | - | - | - | - | - | - | - |